# Cirókabéla
Cirókabéla (szlovákul: Belá nad Cirochou, korábban Ciroká Bela) község Szlovákiában, az Eperjesi kerület Szinnai járásában.

## Fekvése
Szinnától 3 km-re délnyugatra, a Ciróka-patak bal partján fekszik.

## Története
1451-ben említik először, a homonnai uradalom része volt. 1717-ben malom épült a faluban, ahol ekkor 17 lakott és 7 elhagyott ház állt. A 18. század végén a falu a Péchy, Roll, Ocskay és Tomcsiczó családok birtoka. 1787-ben 68 ház állt itt 552 lakossal.
A 18. század végén Vályi András így ír róla: „BELLA. Cziróka Bella, v. Lutoka Bella. Tót falu Zemplén Vármegyében, földes Urai Gróf Csáky Uraság, és mások, közel fekszik Szina Mező Városához, Czirok patakotska mellett, melly jó pisztrángjairol nevezetes. Határja három nyomásbéli, ’s ha trágyáztatik, rózsot, árpát, zabot bőven terem, réttye jó, legelője elég, fája tűzre, és épűletre, malma helyben, itatója alkalmatos, makkja szabados, piatza Homonnán, első Osztálybéli.”
1828-ban 133 háza volt 956 lakossal.
Fényes Elek 1851-ben kiadott geográfiai szótárában így ír a faluról: „Cziroka-Bela, tót falu, Zemplén vgyében, Szinna fiókja 866 r., 53 g. kath., 40 zsidó lak., 515 hold szántófölddel, 2 malommal, erdővel. F. u. Péchy. Ut. p. Szobráncz.”
Borovszky Samu monográfiasorozatának Zemplén vármegyét tárgyaló része szerint: „Czirókabéla, czirókavölgyi tót kisközség 202 házzal és 1108 róm. kath. vallású lakossal. Postája és távírója Zemplénszinna, legközelebbi vasúti állomása pedig Homonna. Hajdan a homonnai uradalomhoz tartozott és már 1451-ben a Drugethek voltak az urai. 1550-ben Drugeth Imrét, Gábort, Gáspárt és Ferenczet iktatják birtokába. A XVIII. század végén a Péchyek birtoka lett, azután a Roll családé, ma pedig Benyovszky Lajosnénak van itt nagyobb birtoka és gőzfűrésze.”
1920 előtt Zemplén vármegye Szinnai járásához tartozott.

## Népessége
| Év:            | 1994. | 2004.   | 2014.   | 2024.   |
| -------------- | ----- | ------- | ------- | ------- |
| Emberek száma: | 3165  | 3318    | 3348    | 3279    |
| Eltérés:       |       | +4,83 % | +0,90 % | -2,06 % |

| Év:            | 2023. | 2024.   |
| -------------- | ----- | ------- |
| Emberek száma: | 3303  | 3279    |
| Eltérés:       |       | -0,72 % |

1910-ben 1054, túlnyomórészt szlovák anyanyelvű lakosa volt.
2001-ben 3296 lakosából 3279 szlovák volt.
2011-ben 3373 lakosából 3324 szlovák volt.

## Neves személyek
- Itt született 1982-ben Ján Mucha szlovák válogatott labdarúgó, edző.

## Nevezetességei
- Római katolikus temploma 1912-ben épült.